# 十全武功

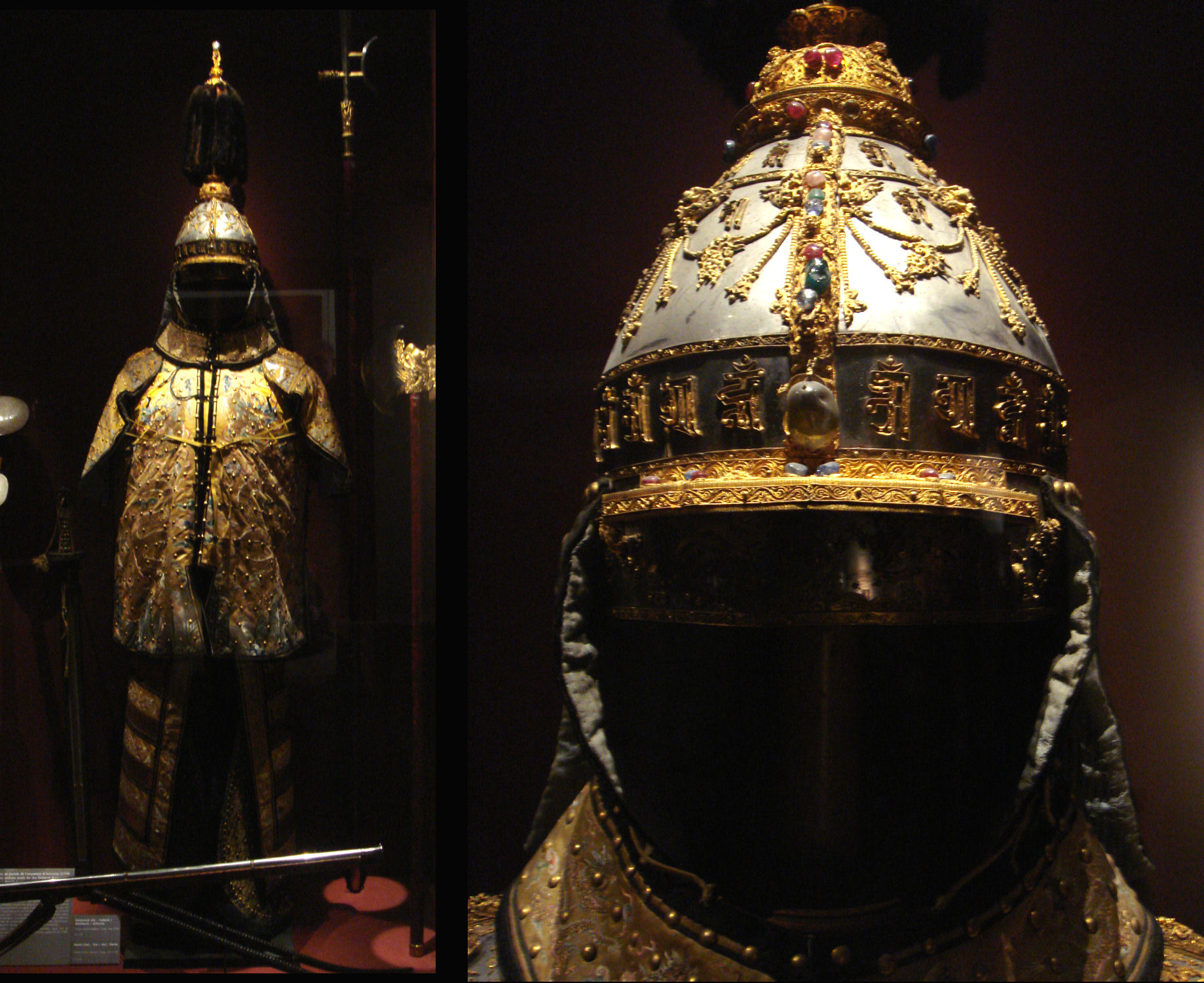
乾隆帝の鎧

十全武功（じゅうぜんぶこう）は、清の第6代皇帝・乾隆帝が18世紀後半に行った、10の地域への対外遠征である。これにより清の版図は最大規模に広がり、ラオス・タイまで朝貢するようになった。
乾隆帝はこれらの遠征を「全て勝った」として誇り、自らを十全老人（じゅうぜんろうじん）と称したが、西域では大きな苦戦もあり、越南・緬甸など軍事的には大敗北を喫したものもあった。また、苗族の反乱（第一次、第二次）や白蓮教徒の乱などが起こった。

## 一覧

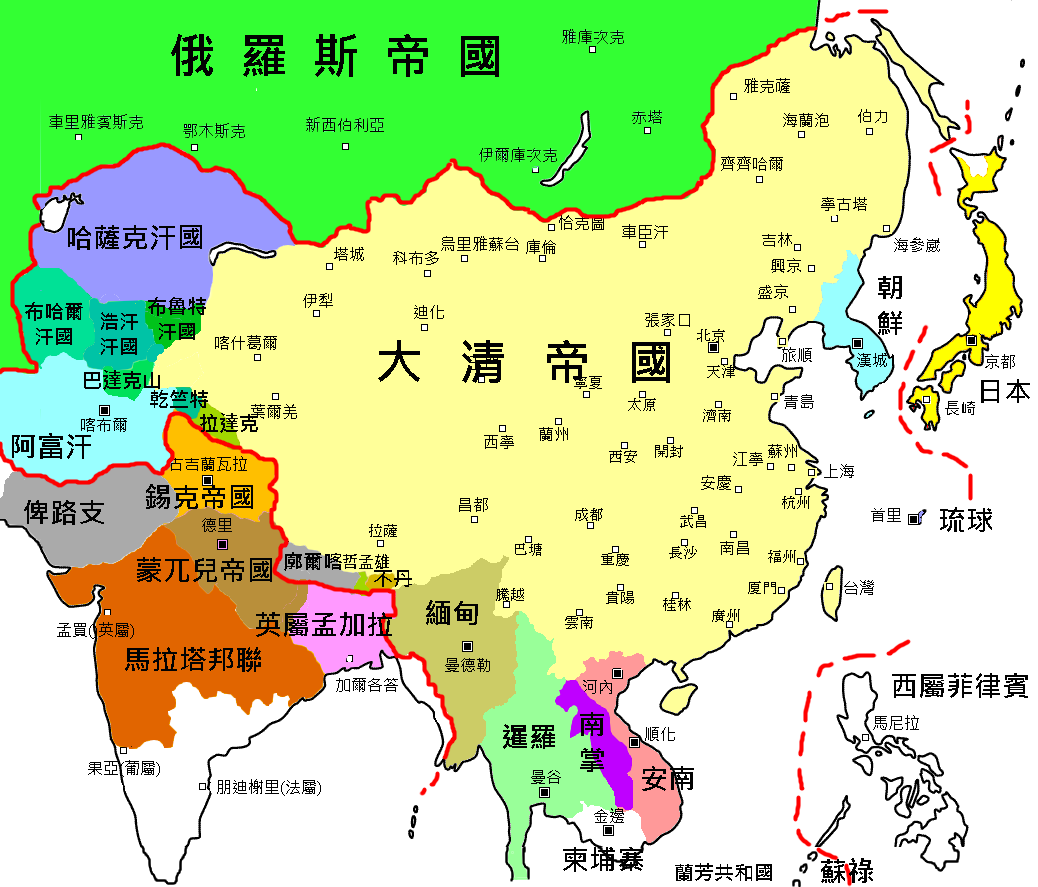
18世紀における清の領土

### ジュンガル
（1755年、1757年 - 1759年）

### 四川
（金川、1747年 - 1749年、1771年 - 1776年）
- 大小金川の戦い（中国語版）

金川（四川省西部）に住む、チベット系のギャロンの抗争に宗主国として介入。

### ネパール
（グルカとも、1788年 - 1789年、1791年 - 1792年）
ゴルカ朝と西蔵との紛争に西蔵側の宗主国として介入、ネパールを朝貢国とする。

### 回部
（ウイグル及びバダフシャーン、1757年 - 1759年）
- 大小和卓の乱（中国語版）

### 台湾
- 林爽文事件

### 緬甸
（1765年 - 1769年）
乾隆30年代にビルマのコンバウン王朝に内乱が起こると、乾隆帝はこれに介入して乾隆34年（1769年）にビルマを朝貢国とした。

### 越南
（1788年 - 1789年）
西山朝の勃興により後黎朝大越・鄭氏政権・阮氏政権が倒れると、乾隆帝は後黎朝に肩入れし軍事介入を行うが失敗。後黎朝の昭統帝に代わり西山朝の光中帝を安南国王に封じることにより終結。時に乾隆帝78歳であった。